# Bommestad

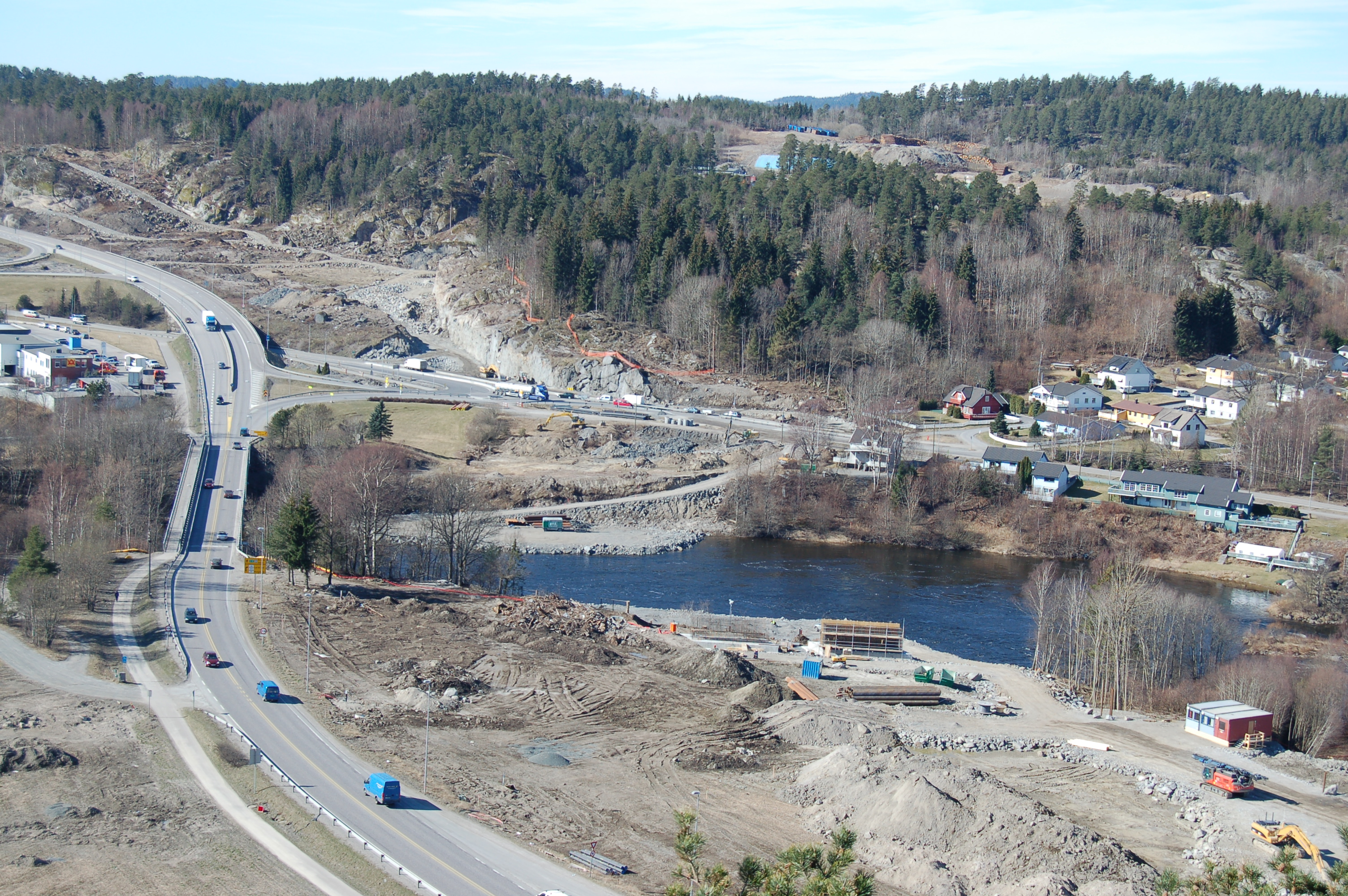

Bommestad är en gård och en trafikplats i Larviks kommun i Vestfold fylke i sydöstra Norge. Trafikplatsen har avfartsnummer 45 och ligger vid älven Numedalslågen, där motorvägen E18 möter riksväg 400 och fylkesväg 40, nordöst om staden Larvik.